# Winstonville
Winstonville é uma cidade  localizada no estado americano de Mississippi, no Condado de Bolivar.

## Demografia
Segundo o censo americano de 2000, a sua população era de 319 habitantes.
Em 2006, foi estimada uma população de 299, um decréscimo de 20 (-6.3%).

## Geografia
De acordo com o United States Census Bureau tem uma área de
0,8 km², dos quais 0,8 km² cobertos por terra e 0,0 km² cobertos por água.

## Localidades na vizinhança
O diagrama seguinte representa as localidades num raio de 16 km ao redor de Winstonville.